# بانانا ريبابلك
بانانا ريبابلك: هي شركة ملابس واكسسوارات تابعة لمتاجر التجزئة التي تمتلكها شركة أمريكية عالمية تابعة ل Gap Inc. تأسست في عام 1978 من قبل ميل وباتريشيا زيغلر من انطلاقاً من تصميمات رحلات السفاري. وفي عام 1983 قامت شركة قاب بشراؤها وأعطتها صورة أكثر رقياً. و بانانا ريبابلك أكثر من 600 متجر يقع في مختلف أنحاء العالم.
تاريخها:
تأسست بانانا ريبابلك على يد ميل وباتريشيا زيغلر في عام 1978. و كانت عبارة عن شركة ملابس أمريكية متكونة من متجرين يبيعان ملابس متعلقة برحلات السفر والسفاري. وارتفعت نسبة المبيعات بسبب المصور التسويقي (ابحث عنه) الذي قدم سلعاً غريبة الأطوار ولكنها راقية وفريدة نوعها تضفى لون الصداقة والودية.